# Dio in cielo... Arizona in terra
Dio in cielo... Arizona in terra (Una bala marcada) è un film del 1972, diretto da Juan Bosch.

## Trama
Con l'aiuto di un amico, un avventuriero neutralizza un bandito.